# Саласар, Виктор
Ви́ктор Саласа́р (исп. Víctor Zalazar; 14 июня 1933, Ла-Пас — 30 июня 2017) — аргентинский боксёр средних весовых категорий. В середине 1950-х годов выступал за сборную Аргентины: бронзовый призёр летних Олимпийских игр в Мельбурне, участник многих международных турниров и матчевых встреч. В период 1957—1963 боксировал на профессиональном уровне, но без особых достижений.

## Биография
Виктор Саласар родился 14 июня 1933 года в сельском поселении Ла-Пас, провинция Кордова. Активно заниматься боксом начал в раннем детстве, проходил подготовку в одном из местных боксёрских клубов. Благодаря череде удачных выступлений удостоился права защищать честь страны на летних Олимпийских играх 1956 года в Мельбурне — сумел дойти здесь до стадии полуфиналов второго среднего веса, затем был нокаутирован советским боксёром Геннадием Шатковым, который в итоге и стал олимпийским чемпионом.
Получив бронзовую олимпийскую медаль, Саласар решил попробовать себя среди профессионалов и покинул сборную. Его профессиональный дебют состоялся в мае 1957 года, причём своего первого соперника Рауля Вачину он победил нокаутом уже в первом раунде. В течение последующих месяцев провёл множество удачных поединков, однако зимой 1957/58 потерпел сразу два поражения подряд от кубинца Бенни Парета. С этого момента его карьера резко пошла на спад, поражения стали чередоваться с победами. Среди прочих противников Саласар встречался с будущим чемпионом мира из Нигерии Диком Тайгером, но проиграл ему решением большинства судей. Впоследствии продолжал выходить на ринг вплоть до 1963 года, ушёл из спорта после проигрыша техническим нокаутом итальянцу Нино Бенвенути, так ни разу и не поучаствовав в титульных матчах. Всего в профессиональном боксе Виктор Саласар провёл 45 боёв, из них 31 окончил победой (в том числе 23 досрочно), 12 раз проиграл, в двух случаях была зафиксирована ничья.